# Schistostege treitsschkei
Schistostege treitsschkei är en fjärilsart som beskrevs av Kovacs 1957. Schistostege treitsschkei ingår i släktet Schistostege och familjen mätare. Inga underarter finns listade.